# Ianua advocati pulsanda pede
Ianua advocati pulsanda pede («Alla porta dell’avvocato si bussa con il piede») è una locuzione latina risalente al I secolo a.C..
All’epoca, la pratica dell’avvocato non era effettivamente regolamentata, né tantomeno riconosciuta; pertanto, quelli che erano gli antichi avvocati non potevano nemmeno essere pagati, atto per il quale vigeva una pena pecuniaria. Perciò, qualora si fosse necessitato di un aiuto di un avvocato, bisognava recarcisi con dei doni. Da qui il detto, essendo le mani occupate, bisogna bussare con il piede.